# Элимея

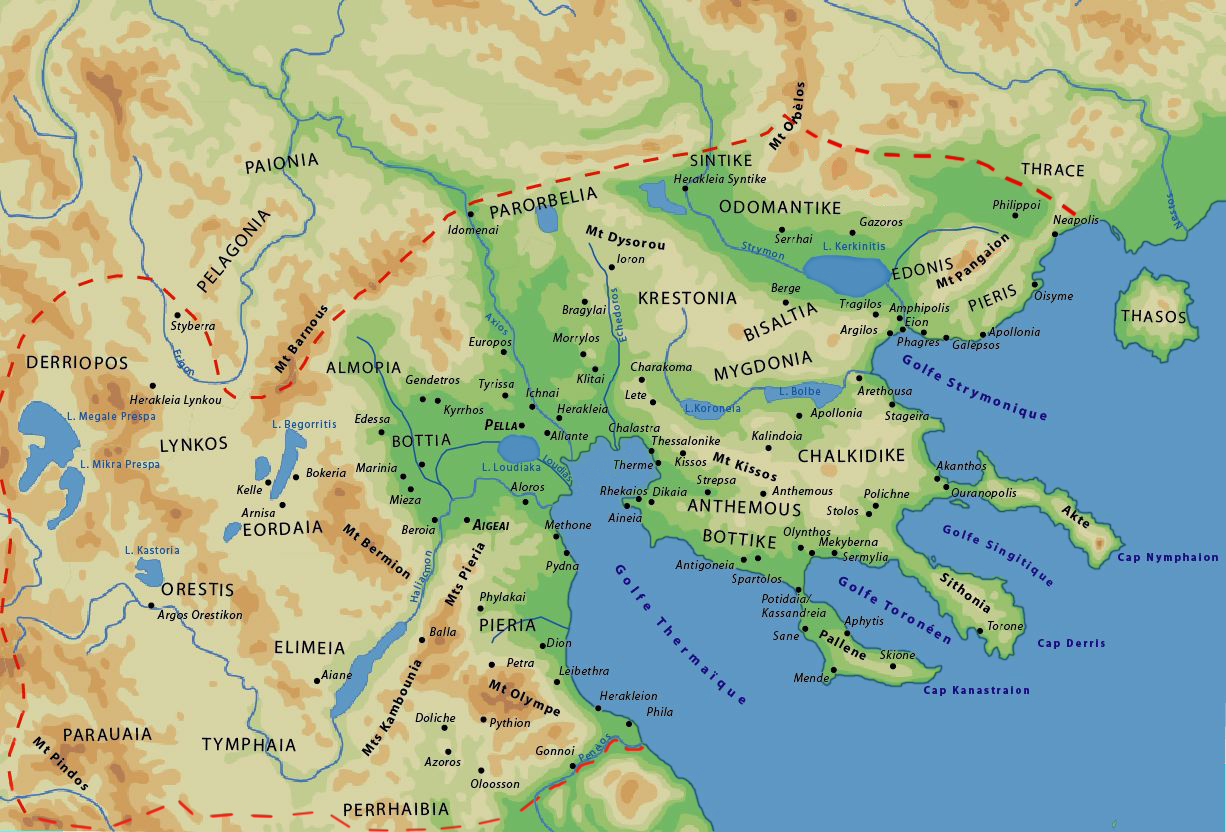
Карта Древней Македонии с указанием основных античных полисов

Элимея (др.-греч. Ἐλίμεια), также Элимиотида (др.-греч. Ἐλιμιώτις), также Элимия (др.-греч. Ἐλιμία) — историческая область Верхней Македонии.

## География
Элимея располагалась в области верхнего и среднего течения реки Альякмон на юго-западе Древней Македонии в современном номе Козани. На севере Элимеи располагался горный перевал Сиатиста, на юге — путь из Македонии в Фессалию. От Перребии и Пиерии на юге и юго-западе Элимию ограничивал Пиерийский горный хребет.
Главным городом области и резиденцией элимейских царей был Эани. На месте города во время археологических раскопок были открыты общественные и жилые постройки, некрополь V—IV веков до н. э., а также ряд артефактов, ставших основой экспозиции местного археологического музея

## История
Элимиоты считали себя родственным народом жителям Нижней Македонии и Линкестиды. Возможно, переданная Геродотом история о трёх братьях Пердикке, Гаване и Аэропе, которые прибыли из Аргоса в Македонию, отображает собственную традицию македонян об их ранней истории. Пердикке отводилась роль родоначальника царской династии Аргеадов в Нижней Македонии, Гавану — Элимеи, Аэропу — Линкестиды.
Элимея признавала верховную власть македонских царей, обладая при этом большой автономией. В ней правила местная царская династия. Историк V века до н. э. Фукидид писал: «Ведь к Македонии относятся также линкесты, элимиоты и другие племена в верхней области, союзные и подвластные македонянам, но управляемые своими царями». Между правителями Македонии и Элимеи существовали тесные родственные связи. В одном из схолиев к Фукидиду написано, что элимиотский царь Дерда был двоюродным братом сыновей македонского царя Александра I Пердикки и Филиппа. Данная информация может обозначать, что отец Дерды царь Элимеи Арридей был братом, по всей видимости младшим, Александра I и сыном царя Аминты I. Также не исключена возможность брака между Арридеем и сестрой Александра, либо Александром и сестрой Арридея.
Дерда активно поддерживал Филиппа в борьбе за македонский престол с братом Пердиккой. В ходе продолжительной войны победу одержал Пердикка, а Элимея на время вышла из под контроля Македонского царства. Сын Пердикки Архелай выдал дочь замуж за царя Дерду II, тем самым обеспечив шаткий мир на западных границах Македонии. На 382 год до н. э. у элимиотов была конница, боевые качества которой даже были отмечены спартанцами. Союз между Македонией и Элимеей был укреплён благодаря браку Филиппа II и сестрой царя Элимеи Дерды III Филой. При Филиппе Элимея потеряла свою автономию и стала частью единого Македонского царства.
В античных источниках Элимею несколько раз упоминают Тит Ливий и Плутарх при описании римско-македонских войн.